# 施特里吉斯河
51°04′38″N 13°09′05″E / 51.0773°N 13.1513°E
施特里吉斯河（德語：Striegis，發音：[ˈʃtʁiːɡɪs] ⓘ）是德國的河流，位於該國東部，流經薩克森自由州，屬於弗賴貝格穆爾德河的左支流，河道全長48公里，河口處在下施特里吉斯。